# Debra Morgan
Pour les articles homonymes, voir Morgan.
Debra Morgan (Deborah dans les romans) est un des personnages principaux créé par Jeff Lindsay dans ses romans autour du personnage de Dexter Morgan.  Elle est la sœur adoptive de ce dernier et la fille de Harry Morgan. Elle est agent à la police de Miami. Dans la série Dexter et sa suite dérivée Dexter: New Blood, elle est interprétée par Jennifer Carpenter. Molly Brown reprend ensuite le rôle dans la série Dexter: Original Sin, préquelle sur la jeunesse de Dexter.

## Passé
Deborah Charlotte Morgan est la fille biologique de Doris Morgan et Harry Morgan et devient plus tard la sœur adoptive de Dexter Morgan adopté par ses parents après l'assassinat de sa mère biologique. Elle envie Dexter pour tout le temps qu'il passe avec son père, Harry. Quand elle avait 16 ans, sa mère est morte d'un cancer. À partir de ce moment, elle veut devenir policier comme son père et commence à apprendre à maîtriser un pistolet. Debra avoue à Dexter qu'elle souhaitait que Harry ne l'ait jamais ramené à sa maison, avant d'être prise de remords de l'avoir dit.
Bouleversée à la mort de son père, elle rejoint la police, d'abord comme agent en tenue, et participe à diverses enquêtes, dont celle relative au « Tueur de glace », au cours de laquelle elle aspire désespérément à intégrer la brigade des homicides. Après trois ans en patrouille, puis encore deux ans aux mœurs, elle finit par être promue enquêteuse à la brigade criminelle par le capitaine Tom Matthew, un ami de son père, au cours de la première saison.

## Famille
Debra Morgan est la fille biologique de Harry Morgan, inspecteur de police, et de Doris Morgan, morte d'un cancer quand Debra avait 16 ans. Son frère adoptif est Dexter Morgan.

## Grade
Après être devenue agent de l'homicide, Debra commence en tant que brigadier au Département des Mœurs. Puis, elle accède au poste d'agent au Département Criminel. Par la suite, elle est promue au rang inspecteur. Après avoir résolu l'affaire de l'Écorcheur, elle passe détective. Durant l'affaire du Tueur de l'Apocalypse, à la suite des manigances politiques de LaGuerta, Debra se retrouve promue lieutenant contre son gré.

## Affaires criminelles résolues

### Paul Bennett
Debra est parvenue à faire incarcérer Paul Bennett, le mari de Rita, qui battait sa femme. C'est grâce à cette affaire que Dexter et Rita se sont rencontrés.

### Proxénétisme
Debra Morgan a infiltré un réseau de prostituées afin de démasquer les leaders du groupe et de les arrêter. Après avoir fait enfermer les proxénètes, Debra a gardé plusieurs contacts parmi les prostituées.

### Saison 1: le Tueur de Glace
L'officier Morgan est à l'origine de la découverte du camion frigorifique que le Tueur de Glace utilisait pour transporter ses victimes. Ensuite, elle est tombée amoureuse de Rudy Cooper, prothésiste, qui est lui-même le Tueur de Glace. Après avoir failli se faire assassiner, Debra est sauvée par Dexter qui éliminera plus tard Rudy.

### Saison 2: le Boucher de Bay Harbor
Debra Morgan enquête sur la mort d'une dizaine de personnes, découpées et retrouvées dans l'océan. Le tueur est en réalité Dexter, mais celui-ci fausse l'enquête des policiers et de sa sœur et James Doakes est accusé à sa place.

### Saison 3: l'Écorcheur
Dans la saison 3, des meurtres sont commis sur des personnes de l'entourage d'un trafiquant de drogue, Freebo. Ce dernier a été assassiné par Dexter, mais George King veut récupérer l'argent que Freebo lui devait. Il tente de faire parler les proches du trafiquant de drogue en leur retirant la peau sur certaines parties du corps.
Debra se rend compte que des travaux d'élagage ont été effectués autour des lieux où les crimes ont lieu. Elle remonte la piste de King et découvre que celui-ci torture Anton Briggs dans une cabane sous un pont. Avant d'être retrouvé, King parvient à s'enfuir. Mais il sera assassiné plus tard par Dexter.

### Saison 4: le Tueur de la Trinité
Dans la saison 4, Debra a été promue détective à la police de Miami. Elle s'intéresse aux meurtres du Tueur de la trinité. Elle épaule son ex-compagnon Frank Lundy, qui est persuadé de l'existence de cet assassin mystérieux. Plus tard, Lundy sera tué par la fille de Trinité.
Profondément affectée par la mort de Lundy, avec qui elle avait entamé une nouvelle relation, elle continue ses investigations pour retrouver le Tueur de la Trinité. À la fin de la saison, Debra sera très proche de découvrir l'identité de Trinité mais Dexter faussera les informations sur ce dernier pour établir sa propre justice ce qui amènera la mort de Rita.

### Saison 5: LaSanta Muerte
Dans la saison 5, la tête d'une femme décapitée dont les yeux et la langue ont été arrachés est retrouvée dans Miami. Debra et Batista sont chargés de l'enquête, et ils pensent tout d'abord que c'est le mari de la victime qui a commis le meurtre. En effet, ce dernier semble s'être suicidé après la mort de sa femme. Mais une jeune recrue de la police de Miami, l'agent Cira Manzon, révèle à Debra qu'il pourrait s'agir d'un meurtre suivant le rituel sud-américain de la Santa Muerte.
Debra ne s'intéresse pas à la thèse de Manzon, mais lorsque l'enquête commence à piétiner, elle recontacte la jeune recrue. Toutes deux découvrent que le mari a en réalité été tué lui aussi, et qu'il avait retiré une somme importante de son compte bancaire avant sa mort. Les deux femmes pensent alors que le couple assassiné a été victime de menaces, qui ont été suivies du versement d'une rançon et de meurtres. Au même moment, Masuka découvre, avec l'aide de Debra, que c'est une machette qui a servi à décapiter la femme. Debra et Manzon se rendent alors chez un commerçant hispanique qui vit dans le quartier dans lequel ont eu lieu les meurtres. Ce commerçant vend effectivement des modèles de machettes qui auraient pu servir au meurtre. Mais l'homme n'est pas très bavard devant Debra, qui n'est pas hispanophone, contrairement à Manzon. C'est pourquoi la jeune femme retourne chez le commerçant plus tard dans la journée, mais seule cette fois. L'homme révèle alors à Manzon que deux hommes lui ont acheté une machette la semaine précédente.
Manzon s'empresse de révéler l'information à Debra, mais le lendemain, la police découvre le corps décapité du commerçant. Comme la victime précédente, les yeux et la langue ont été arrachés. Dexter trouve un mégot de cigarette sur la scène du crime et le fait analyser. L'ADN correspond à un certain Carlos Fuentes, un dangereux criminel, qui fait équipe avec son propre frère, Marco. Debra, Batista, Manzon et Quinn décident de capturer les Fuentes dans leur propre appartement. Là, ils trouvent les pièces remplies d'immigrés hispaniques, mais aucune trace des Fuentes. Debra découvre cependant une pièce cachée. Elle entre et est confrontée à l'aîné des Fuentes, Carlos. Celui-ci tient en otage un jeune homme. Debra hésite à tirer, et Fuentes égorge le jeune homme devant ses yeux et s'enfuit par la fenêtre. Debra est choquée, tandis que le jeune homme blessé à la gorge est transporté à l'hôpital.
Une fois que ce dernier a retrouvé la possibilité de parler, Debra vient l'interroger, et elle apprend que les Fuentes fréquentent régulièrement une boîte de nuit : le club Mayan. Sans en informer LaGuerta, Debra prend les choses en main et décide de capturer les Fuentes en s'infiltrant dans la boîte avec les autres agents. Mais la mission sous couverture est un échec, car les Fuentes ne se sont même pas présentés au Mayan. Cependant, Batista a fait la connaissance d'une jeune danseuse, Yasmin Aragon, qui accepterait de mener la police aux Fuentes en échange d'une annulation de toutes les plaintes contre elle. Batista informe LaGuerta de cet échange, et celle-ci accepte de blanchir Yasmin, à condition de diriger elle-même les opérations au Mayan. Debra est furieuse de cette décision, mais elle doit se soumettre.
Le soir venu, Quinn, Manzon, LaGuerta et Yasmin entrent au Mayan en se faisant passer pour des clients, tandis que Debra et Batista assurent la liaison dans une camionnette garée sur le parking. Yasmin entre dans le carré V.I.P, où sont déjà installés Carlos et Marco Fuentes. Manzon est au bar et Carlos Fuentes la remarque. Il l'invite à la rejoindre, mais Debra, par son oreillette, demande à Manzon de décliner l'invitation. Mais LaGuerta n'est pas de cet avis et ordonne à Manzon de rejoindre les Fuentes. Carlos se met alors à flirter avec Cira Manzon, alors que son frère Marco drague la jeune Yasmin. Mais soudain, Carlos touche la cuisse de Manzon et remarque qu'elle a un pistolet. Il comprend alors que Manzon fait partie de la police et qu'elle lui tend un piège. Il se lève et ordonne à son frère de descendre Manzon. Marco sort son pistolet et vise la policière, mais Yasmin se lève brusquement et reçoit la balle en pleine poitrine. Elle meurt sur le coup, tandis que la panique gagne la boîte de nuit. Les clients s'enfuient en hurlant, tandis que Debra et Quinn s'empressent de rattraper les Fuentes.
Avant que Manzon n'ait pu sortir son arme, Carlos l'assomme, tandis que Marco s'enfuit. Mais ce dernier est rattrapé par Quinn qui l'arrête. Pendant ce temps, Carlos sort du carré V.I.P, pistolet à la main. À ce moment, Debra s'avance vers lui. Elle et Carlos sont à nouveau confrontés, mais le tueur attrape une jeune fille par le bras et lui plante son pistolet contre la tempe. Cette fois, Debra ne tient pas à ce que le même scénario se renouvelle, et elle tire une balle dans la tête de Fuentes, sauvant ainsi la vie de l'otage.
Le fiasco du club Mayan a des répercussions importantes sur la vie professionnelle de Debra, car LaGuerta décide de rejeter la responsabilité de la mort de Yasmin sur Debra. Celle-ci est alors envoyée aux archives pour un moment, mais c'est grâce à ce travail temporaire qu'elle éclaircira le mystère des meurtres des barils...

### Saison 6: Lieutenant
La saison commence quand Quinn demande en mariage Deb, qui refuse et dit que c'est trop précipité. Quinn la quitte. Après que LaGuerta est promue Capitaine par le Commissaire Tom Mathews, celle-ci souhaite qu'Angel Batista soit promu Lieutenant. Mathews refuse et promeut Deb Lieutenant. Deb devient Lieutenant et a un peu de mal à croire qu'elle l'est. Elle recrute un nouveau policier, Mike Anderson, qui prendra sa place à la Criminelle. Puis elle commence à enquêter sur l'affaire du jugement dernier (un cinglé qui reproduit la fin du monde dans ses meurtres). Mais LaGuerta est toujours dans ses pattes en lui disant quoi faire. Une prostituée est retrouvée morte, Jessica Moriss. LaGuerta demande à fermer l’enquête en lui disant que c'est une overdose, mais le père de Jessica Moriss dit que ce n'est pas une overdose. Deb continue d’enquêter sur l'affaire Moriss, se demandant pourquoi LaGuerta veut à tout pris fermer l’enquête. Elle appelle le fleuriste de Jessica Moriss qui lui affirme avoir eu Tom Mathews comme client. Ce dernier l'invite dans un restaurant et lui dit de fermer l'enquête car il était le client de Jessica Moriss et qu'elle a eu une overdose. Mathews lui dit de boucler l’enquête car il était le meilleur ami de son père et de sa famille et l'a promue Lieutenant. Deb accepte mais LaGuerta les piège en balançant Mathews au syndicat. Celui-ci met Mathews à la Retraite et nomme LaGuerta Commissaire. LaGuerta, voulant se faire pardonner par Deb, lui donne l'enquête sur le Jugement Dernier..

### Saison 7: Debra et Dexter
Debra surprend Dexter en train de tuer Travis, mais il parvient à la convaincre qu'il a tué en état de légitime défense. Totalement bouleversée par ce meurtre, Debra se rend compte que le mode opératoire de Dexter est le même que celui du boucher de Bay Harbor. Alors elle fouille l'appartement de son frère et découvre tout son arsenal, et elle finit par lui faire avouer être un tueur en série.
Debra décide alors de guérir Dexter de son « addiction » en le surveillant 24h sur 24, de ce fait il emménage chez elle.
Sa relation avec Dexter prend plus d'ampleur dans cette saison, allant jusqu'à risquer sa carrière pour protéger son frère, sans forcément comprendre ses pulsions. Dans la scène finale de cette saison, Debra, sachant que son frère et elle-même sont gravement en danger à cause des investigations de Maria LaGuerta, finira en sanglot par tirer une balle dans la poitrine de son Capitaine, la tuant sur le coup. Ce dernier épisode nous montre une Debra toujours aussi fragile psychologiquement, mais qui peut également être impitoyable et allant jusqu'à mettre sa carrière, sa liberté et sa vie entre parenthèses à cause de l'amour (fraternel et amoureux) qu'elle ressent pour Dexter.

### Saison 8: détruite
Debra ne se remet pas du meurtre de Maria LaGuerta et sombre dans la drogue et l'alcool. Elle ne veut plus parler à personne et encore moins a Dexter qu'elle déteste. La seule personne à qui elle fait encore confiance est Quinn qui essaie comme il peut de l'aider en allant même à mentir à Jaimie, avec qui il sort. Elle a quitté la Miami Metro pour travailler auprès de Jacob Elway, un détective privé. Grâce au Dr Vogel, une psychologue qui a bien connu Harry Morgan, elle se remet et se réconcilie avec son frère. Quand Hannah McKay revient dans la vie de Dexter, Debra devra l'accepter et l'hébergera en secret d'Elway, qu'elle quitte pour retourner dans la police. Blessée par balle par Oliver Saxon, elle aura des complications post-opératoires, entrainant un arrêt respiratoire prolongé qui sera responsable de la perte d'une grande partie de ses facultés neurologiques, la condamnant à vivre le reste de sa vie dans un état végétatif. Dexter, ne pouvant se résoudre à la laisser ainsi, décide de la débrancher, causant sa mort. Par la suite, celui-ci emmène son corps à bord de son bateau afin de la déposer dans l’océan.

### Dexter: New Blood
Debra est de retour dans la série Dexter: New Blood sortie en 2021. Elle y est présente dans les pensées de son frère Dexter, comme l'était autrefois son père Harry.

## Debra et les hommes
Le personnage de Debra fait contraste avec celui de son frère Dexter. Les échecs successifs de ses relations avec les hommes ont une fonction importante dans le déroulement de l'histoire: cela permet d'intégrer à volonté de nouveaux personnages nécessaires au maintien de la tension narrative.
- Son premier petit ami dans la série était un mécanicien appelé Sean qui s'est avéré être marié.
- Elle a ensuite eu une relation avec Rudy Cooper, qui a fini par l'enlever et qui a tenté de la tuer deux fois, une fois par Dexter et une fois dans l'appartement de Dexter. Il s'est avéré qu'il était en réalité le Tueur de Glace.
- Dans la deuxième saison, elle commence à sortir avec un homme du nom de Gabriel qu'elle a rencontré dans une salle de gym, et qu'elle soupçonne (à tort) d'essayer d'utiliser sa notoriété pour faire écrire un livre sur le Tueur de Glace.
- Ensuite, elle sort avec Frank Lundy, un homme de 25 ans son aîné qui doit quitter Miami à la fin de la deuxième saison, même si elle reprend sa relation avec lui dans la saison quatre. Il mourra assassiné sous ses yeux.
- Plus tard, elle commence une relation avec un de ses indicateurs, Anton Briggs, qui est toxicomane.
- Dans la cinquième saison, elle couche avec son partenaire, Joey Quinn, qui s'efforce alors de dépasser, dans leur relation, l'aspect purement sexuel.
- À la fin de la saison 6, elle se rend compte qu'elle est amoureuse de son frère adoptif, Dexter.

## Différences avec les romans
Dans les ouvrages de Jeff Lindsay, Debra n'a pas eu de relation avec Rudy Cooper. Elle a également une relation avec un agent du FBI, Kyle Chutsky, qui se fait prélever la jambe gauche et le bras droit par un chirurgien fou, le "Dr Danco".